# Illenium
Illenium (* 26. Dezember 1990 in Chicago, Illinois als Nicholas D. Miller) ist ein US-amerikanischer DJ und Produzent im Bereich des Future-Bass und Melodic Dubsteps. Erste Bekanntheit erlangte er durch seine Remixproduktionen zu den Liedern Don’t Let Me Down von The Chainsmokers und Say It von Flume. Seine Zusammenarbeit mit The Chainsmokers, die den Titel Takeaway trägt, stellt seine erste Platzierung in den US-amerikanischen Single-Charts dar.

## Frühes Leben und Ausbildung
Miller wurde in Chicago geboren, wuchs aber weitgehend in San Francisco auf. Im Jahr 2008 begann er mit dem Produzieren elektronischer Musik und beschloss im Sommer 2012, nachdem er im Red Rocks Amphitheatre einen Auftritt des US-amerikanischen DJs Bassnectar sah, sich dieser komplett zu widmen. Im Jahr 2013 zog Miller nach Denver. Er schrieb sich auch in das Musikgeschäftsprogramm an der University of Colorado Denver ein, beendete dieses aber nie. Parallel trainierte er Lacrosse und fuhr Sushi aus.

## Karriere

### 2013–2015: Frühe Karriere, zwei EPs und Kollaborationen
Im Mai 2013 veröffentlichte er seine erste selbstbetitelte EP als Illenium beim US-amerikanischen Plattenlabel Prep School Recordings. Im selben Jahr veröffentlichte er auch einen Remix zum Florence-and-the-Machine-Song Over the Love. Im Januar 2014 veröffentlichte er Label-unabhängig seine zweite EP Risen, die unter anderem den mit Sängerin Sirma aufgenommenen Song Drop Our Hearts enthielt. Auch weitere Remixe erschienen, darunter für Lana Del Reys Flipside und Odeszas Always This Late.
Am 22. April 2014 veröffentlichte Illenium eine überarbeitete Version seines Liedes Drop Our Hearts als seine erste Single. Diese entstand in Zusammenarbeit mit dem US-amerikanischen Dubstep-DJ Said the Sky und erhielt den Titel Drop Our Hearts Part II. Den Gesang steuerte ein weiteres Mal Sirma bei. Der Song erhielt große Aufmerksamkeit und wurde von vielen Magazinen geteilt. Eine Reihe weiterer Singles folgten im selben Jahr, darunter der instrumentale Track The Phoenix oder In Your Wake, eine weitere Kollaboration mit Said the Sky.
2015 veröffentlichte er das Lied Painted White, die bisher dritte Zusammenarbeit mit Said the Sky in Form einer Remix-EP. Den Gesang steuerte die US-amerikanische Sängerin Christina Soto bei. Auch für die weiteren Veröffentlichungen, die im Laufe des Jahres erfolgten, arbeitete er mit verschiedenen Sängerinnen, darunter Mimi Page und King Deco zusammen. Der Song mit King Deco trug den Titel Spirals und bildet den ersten Vorboten seines Debüt-Studioalbums. Mit den Tracks I’ll Be Your Reason und Jester wurden zwei weitere Lieder vorab ausgekoppelt. Remixaufträge erhielt er mitunter von Galantis und Kaskade.

### 2016–2017:Ashes– Erstes Album und Tour
Im Februar 2016 veröffentlichte Illenium sein Debüt-Studioalbum Ashes als Free-Download über das Plattenlabel „Seeking Blue Records“ und sein eigenes Label „Kasaya Records“. Das Album wurde aus 10 Songs beziehungsweise 12 in der Bonusversion zusammengestellt. Parallel zur Veröffentlichung wurde auch der Track Afterlife als vierte Single ausgekoppelt. Das Album erreichte Platz 6 der US-amerikanischen Dance-Charts. Eine Remix-Version wurde im Dezember 2016 parallel zum Ashes-Tour-Start durch Amerika veröffentlicht.
Am 8. März 2016 veröffentlichte er einen inoffiziellen Remix zur The-Chainsmokers-Hitsingle Don’t Let Me Down, der unter anderem Support vom YouTube-Kanal Trap Nation erhielt. Binnen kürzester Zeit erreichte der Remix die Million-Marke und wurde kurze Zeit später Teil der offiziellen Remix-EP des Liedes. Bis Ende des Jahres wurde der Song auf SoundCloud über 60 Millionen Mal gestreamt und repräsentierte 2018 mit über 101 Millionen Streams nach wie vor den meistgespielten Remix der Plattform. Im September 2016 erschien ein Remix zu dem Lied Say It von Flume und Tove Lo, der bei den Electronic Music Awards im September 2017 in der Kategorie Remix of the Year ausgezeichnet wurde.
Im Oktober 2016 veröffentlichte Illenium in Zusammenarbeit mit Said the Sky und dem US-amerikanischen Trance- und Dubstep-DJ Seven Lions das Lied Rush Over Me, das von der US-amerikanischen Sängerin Kelly Sweet alias Haliene gesungen wurde. Der Song erreichte Platz 50 der US-amerikanischen Dance- und Electronic-Charts und stellt somit seine erste Platzierung in diesen dar.

### 2017–2018:Awakeund erster kommerzieller Erfolg
Im Februar 2017 veröffentlichte Illenium den Song Fractures, der von der US-amerikanischen Sängerin Nevve gesungen wurde. Nachdem dieser bereits der Sprung in die obere Hälfte der Dance- und Electronic-Charts gelungen war, rückte Illenium mit dem Song Feel Good bis auf Platz 17 vor. Der Track wurde in Zusammenarbeit mit dem Produzenten Gryffin und der Don’t-Let-Me-Down-Sängerin Daya aufgenommen. Beide Songs bilden Vorboten für sein zweites Studioalbum Awake. Im Juli 2017 produzierte Illenium zusammen mit dem EDM-Duo Zeds Dead den Track Where The Wild Things Are. Im Folgemonat erschien die Single Crawl Outta Love mit Annika Wells als letzte Vorab-Single-Auskopplung seines kommenden Albums.
Im September 2017 veröffentlichte Illenium sein zweites Album Awake über „Seeking Blue Records“ und „Kasaya Records“. Das Album enthielt 13 Titel, darunter waren Zusammenarbeiten mit Max, Dia Frampton und Kerli. Es wurde das erste Album von Illenium, das den Sprung in die Billboard 200 schaffte. Zudem erreichte es Platz 3 der Dance- und Electronic-Alben. Ab November 2017 startete Illenium die Awake Tour durch die USA. Während der gesamten Tour wurde er von seinen engen Kollaborationspartnern Said the Sky, Dabin und Day an verschiedenen Instrumenten auf der Bühne begleitet. Im Dezember 2017 wurde ein Piano-Cover und im Juni 2018 eine Remix-EP veröffentlicht.
Im Oktober 2017 veröffentlichte Illenium einen Remix zu Marshmellos weltweitem Erfolg Silence, der auf Spotify rund 13 Millionen Streams zählt.
Im Jahr 2018 erschienen die Singles Don’t Give Up On Me, die zusammen mit Kill the Noise und Mako entstand, Gold (Stupid Love) zusammen mit Excision and Shallows sowie God Damnit mit Call Me Karizma, die allesamt in den Dance- und Electronic-Charts vertreten waren. Außerdem veröffentlichte er im November 2018 einen Remix zu Halseys Lied Without Me. Des Weiteren erschien der Song Take Me Down als erste Vorab-Single-Auskopplung seines dritten Studioalbums.

### 2019:Ascendund Zusammenarbeit mit The Chainsmokers
Im Januar 2019 arbeitete Illenium mit dem EDM-Duo Bahari zusammen, woraus der Track Crashing resultierte. Darauf folgte im März 2019 der Song Pray, der gemeinsam mit Kameron Alexander aufgenommen wurde. Später im März 2019 premierte er auf dem Ultra Music Festival gemeinsam mit The Chainsmokers die bereits im Februar 2018 indirekt angekündigte Zusammenarbeit Takeaway. Im Mai 2019 veröffentlichte Illenium in Zusammenarbeit mit Jon Bellion den Song Good Things Fall Apart, der bis Juli 2019 bis auf Platz 8 der Dance- und Electronic-Charts kletterte.
Später im Mai 2019 premierte Illenium gemeinsam mit Ekali während eines Sets beim Electric Daisy Carnival in Las Vegas den gemeinsamen Track Hard to Say Goodbye. Im Juni 2019 gab Illenium bekannt, dass sein bevorstehendes Album Ascend am 16. August 2019 über Astralwerks veröffentlicht werden würde. Er kündigte auch eine 30-Städte-Tour in Nordamerika an, bei der er ein weiteres Mal von Said the Sky, Dabin und Day unterstützt wird.
Am 24. Juli 2019 wurde nach monatelangen Auftritten auf Festivals seine Zusammenarbeit mit The Chainsmokers und Lennon Stella mit dem Titel Takeaway zusammen mit dem offiziellen Musikvideo veröffentlicht. Das Video wurde in den ersten drei Tagen über 6 Millionen Mal angesehen. Es ist der erste Song des US-Amerikaners, der weltweite Single-Chartplatzierungen erreichen konnte, darunter waren die Charts von Ländern wie Deutschland, Australien und Schweden.
Nach der letzten Vorab-Auskopplung Blood mit Foy Vance, die am 2. August 2019 erfolgte, erschien am 16. August 2019 sein drittes Studioalbum Ascend mitsamt Kollaborationen mit X Ambassadors, Bipolar Sunshine und Georgia Ku.

## Privates
2018 teilte er in verschiedenen sozialen Netzwerken eine Nachricht, in der er über seine langjährige Drogensucht berichtete. Bereits in seiner Kindheit hätte er mit Depressionen zu kämpfen gehabt und erlitt 2012 eine Überdosis Heroin, woraufhin er clean wurde. Seine persönlichen Unsicherheiten und Abhängigkeiten verarbeitete er in seinem 2018 veröffentlichten Lied Take You Down.

## Diskografie
Studioalben

| Jahr | Titel Musiklabel                    | Höchstplatzierung, Gesamtwochen, AuszeichnungChartplatzierungen (Jahr, Titel, Musiklabel, Platzierungen, Wochen, Auszeichnungen, Anmerkungen) | Höchstplatzierung, Gesamtwochen, AuszeichnungChartplatzierungen (Jahr, Titel, Musiklabel, Platzierungen, Wochen, Auszeichnungen, Anmerkungen) | Höchstplatzierung, Gesamtwochen, AuszeichnungChartplatzierungen (Jahr, Titel, Musiklabel, Platzierungen, Wochen, Auszeichnungen, Anmerkungen) | Höchstplatzierung, Gesamtwochen, AuszeichnungChartplatzierungen (Jahr, Titel, Musiklabel, Platzierungen, Wochen, Auszeichnungen, Anmerkungen) | Höchstplatzierung, Gesamtwochen, AuszeichnungChartplatzierungen (Jahr, Titel, Musiklabel, Platzierungen, Wochen, Auszeichnungen, Anmerkungen) | Höchstplatzierung, Gesamtwochen, AuszeichnungChartplatzierungen (Jahr, Titel, Musiklabel, Platzierungen, Wochen, Auszeichnungen, Anmerkungen) | Anmerkungen                              |
| Jahr | Titel Musiklabel                    | DE | AT | CH | UK | US | Dance | Anmerkungen                              |
| ---- | ----------------------------------- | --- | --- | --- | --- | --- | --- | ---------------------------------------- |
| 2016 | Ashes Kasaya / Seeking Blue         | — | — | — | — | — | Dance6 (1 Wo.)Dance | Erstveröffentlichung: 15. Februar 2016   |
| 2017 | Awake Kasaya / Seeking Blue         | — | — | — | — | US106 (1 Wo.)US | Dance3 (111 Wo.)Dance | Erstveröffentlichung: 21. September 2017 |
| 2019 | Ascend Kasaya / Astralwerks         | — | — | CH76 (1 Wo.)CH | — | US14 Gold · (12 Wo.)US | Dance1 (90 Wo.)Dance | Erstveröffentlichung: 16. August 2019    |
| 2021 | Fallen Embers Kasaya / 12Tone Music | — | — | — | — | US49 (1 Wo.)US | Dance1 (36 Wo.)Dance | Erstveröffentlichung: 16. Juli 2021      |
| 2023 | Illenium Kasaya / 12Tone Music      | — | — | — | — | US42 (1 Wo.)US | Dance1 (16 Wo.)Dance | Erstveröffentlichung: 28. April 2023     |

## Auszeichnungen
| Jahr | Auszeichnung                          | Kategorie               | Werk                                           | Ergebnis | Quelle |
| ---- | ------------------------------------- | ----------------------- | ---------------------------------------------- | -------- | ------ |
| 2017 | Electronic Music Awards               | Remix of the Year       | Flume feat. Tove Lo – Say It (Illenium Remix)  | Gewonnen | [ 8 ]  |
| 2018 | International Songwriting Competition | Grand Prize             | Illenium und Annika Wells für Crawl Outta Love | Gewonnen | [ 16 ] |
| 2019 | International Dance Music Awards      | Best Remix              | Halsey – Without Me (Illenium Remix)           | Gewonnen | [ 17 ] |
| 2019 | International Dance Music Awards      | Best Male Artist (Bass) | Illenium                                       | Gewonnen | [ 17 ] |